# Tachina multans
Tachina multans là một loài ruồi trong họ Tachinidae.